# Gonzalo Álvarez Chillida
Pour les articles homonymes, voir Álvarez et Chillida.
Gonzalo Álvarez Chillida (Saint-Sébastien, 1958) est un historien espagnol, professeur titulaire à l’université complutense de Madrid. Ses domaines de spécialité sont la droite autoritaire dans l’Espagne du XXe siècle et la colonisation espagnole en Afrique.

## Biographie
Né en 1958, à Saint-Sébastien, Gonzalo Álvarez Chillida a obtenu un doctorat à l’université autonome de Madrid, avec une thèse intitulée « José María Pemán: un contrarrevolucionario en la crisis española del siglo XX », et enseigne comme professeur titulaire à l’université complutense de Madrid. Il est l’auteur de plusieurs publications (outre sa thèse de doctorat) sur l’écrivain phalangiste José María Pemán, notamment les livres José María Pemán: pensamiento y trayectoria de un monárquico: (1897-1941) (paru en 1996) et Pemán. Un trayecto intelectual desde la extrema derecha hasta la democracia (de 1999, en collaboration avec Javier Tusell),, ainsi que plusieurs articles de revue ; au delà de la figure de Pemán, le champ de recherche d’Álvarez Chillida comprend la droite espagnole autoritaire du XXe siècle, avec en particulier un ouvrage sur l’antisémitisme en Espagne, El antisemitismo en España. La imagen del judío (1812-2002) (publié en 2002, avec une préface de Juan Goytisolo),,,. Son autre sujet de prédilection est la colonialisme espagnol aux XIXe et XXe siècles, en Afrique du Nord mais plus particulièrement en Guinée équatoriale, Álvarez Chillida ayant consacré à la colonisation de celle-ci nombre d’articles et de chapitres d’ouvrages collectifs.

## Publications de Gonzalo Álvarez Chillida

### Comme auteur unique

#### Ouvrages
- (es) José María Pemán : un contrarrevolucionario en la crisis española del siglo XX, Madrid, Universidad Autónoma de Madrid (Facultad de Filosofía y Letras, Departamento de Historia Contemporánea), 1990 (lire en ligne) (thèse de doctorat, sous la direction de Manuel Pérez Ledesma).
- (es) El antisemitismo en España. La imagen del judío (1812-2002), Madrid, Marcial Pons, coll. « Historia », 2002, 543 p. (ISBN 978-8495379498).
- (es) José María Pemán. Pensamiento y trayectoria de un monárquico : (1897-1941), Cadix, Universidad de Cádiz / Servicio de Publicaciones, 1996, 471 p. (ISBN 978-8477863052, lire en ligne).
- (es) José María Pemán. Un contrarrevolucionario en la crisis española del siglo XX, Madrid, Universidad Autónoma de Madrid / Facultad de Filosofía y Letras / Departamento de Historia Contemporánea, 1991, 856 p. (ISBN 978-8474773187).

#### Articles de revue et recensions
- Liste complète sur le site Dialnet de l’université de La Rioja.

### En collaboration
Liste non exhaustive. Pour une liste complète, voir le site Dialnet de l’université de La Rioja.
- (es) Gobernar colonias, administrar almas : poder colonial y órdenes religiosas en los imperios ibéricos (1808-1930), Madrid, Casa de Velázquez, coll. « Colección de la Casa de Velázquez », 2018, 324 p. (ISBN 978-84-9096-171-1, lire en ligne) (ouvrage collectif, sous la coordination de Xavier Huetz de Lemps, Gonzalo Álvarez Chillida et María Dolores Elizalde Pérez-Grueso).
- (es) Pemán : un trayecto intelectual desde la extrema derecha hasta la democracia, Barcelone, Grupo Planeta, 1998, 287 p. (ISBN 978-8408027423) (en collaboration avec Javier Tusell).
- (es) Guinea Ecuatorial (des)conocida (lo que sabemos, ignoramos, inventamos y deformamos acerca de su pasado y su presente), Madrid, Université nationale d'enseignement à distance (UNED), 2020, 1440 p. (ISBN 978-84-362-7669-5) (ouvrage collectif, sous la direction de Juan Ramón Aranzadi Martínez & Gonzalo Álvarez Chillida).
- (es) El antisemitismo en España (ouvrage collectif, sous la direction de Gonzalo Álvarez Chillida et Ricardo Izquierdo Benito), Cuenca, Ediciones de la Universidad de Castilla-La Mancha, coll. « Humanidades », 2007, 272 p. (ISBN 978-84-8427-471-1, lire en ligne), « La eclosión del antisemitismo español: de la II República al Holocausto ».